# Helianthemum obtusifolium
Helianthemum obtusifolium är en solvändeväxtart som beskrevs av Michel Félix Dunal. Helianthemum obtusifolium ingår i släktet solvändor, och familjen solvändeväxter. Inga underarter finns listade i Catalogue of Life.